# Pieter-Jan Belder
Pieter-Jan Belder (* 19. Januar 1966) ist ein niederländischer Cembalist, Flötist und Dirigent.

## Leben
Pieter-Jan Belder studierte zuerst Blockflöte bei Ricardo Kanji am Königlichen Konservatorium in Den Haag und Cembalo bei Bob van Asperen am Amsterdamer Sweelinck Conservatorium. Nach seinem Abschluss im Jahre 1990 folgte eine Karriere als Konzertpianist und -cembalist. 2000 gewann er den Leipziger Bach-Wettbewerb im Fach Cembalo. Von 2001 bis 2004 gab er Cembalounterricht  am Rotterdamer Konservatorium.
Belder wirkte bei der Gesamtaufnahme (Brilliant Classics) aller Werke Johann Sebastian Bachs mit. Von 2000 bis 2007 veröffentlichte er eine Gesamtaufnahme aller 555  Sonaten von Domenico Scarlatti (Brilliant Classics 93546). Mit dem von ihm mitbegründeten Ensemble Musica Amphion (Konzertmeister Rémy Baudet) folgten weitere Aufnahmen wie das Gesamtwerk von Arcangelo Corelli, die Tafelmusik von Georg Philipp Telemann und das gesamte Kammermusikwerk Purcells und Händels. Von der Gesamteinspielung des Fitzwilliam Virginal Book wurden bisher 6 Doppel-CDs mit Aufnahmen der Jahre 2010 bis 2016 veröffentlicht.